# José Comblin
José Comblin (Bruxelas, 22 de março de 1923 – Simões Filho, 27 de março de 2011) foi um sacerdote e missionário belga naturalizado brasileiro, teólogo da Teologia da Libertação.
Teve mais de cinquenta obras publicadas e traduzidas em vários idiomas. Suas principais contribuições foram na teologia do desenvolvimento, na teologia da cidade, na teologia da prática revolucionária, na teologia dos direitos humanos e na teologia da libertação. Também merecem destaque suas análises sobre a ideologia da Segurança Nacional dos regimes militares latino-americanos na década de 1970 e sobre o neoliberalismo.

## Biografia

### Primeiro Anos
Era o filho mais velho de uma família com três irmãos e duas irmãs.
Fez os primeiros estudos (ensino primário) estudos na escola paroquial e prosseguiu seus estudos (ensino secundário) no Colégio São Pedro.
Em 1940, entrou no Seminário Leão XIII, em Lovaina (Bélgica). Entre 1940 e 1942, fez estudos de ciências biológicas e filosofia.
Em 1943, ingressou no Seminário São José em Malines (Bélgica), onde fez o 1º ano de teologia. Em 1944, ingressou no Seminário Maior de Malines, onde cursou o 2º e o 3º ano de teologia.
Entre 1946 a 1950, cursou na Faculdade de Teologia em Lovaina, onde se tornou doutor em teologia.
Em 9 de fevereiro de 1947, foi ordenado sacerdote em Malines.
Após a ordenação, exerceu a função de vigário cooperador na paróquia Sagrado Coração de Jesus, em Bruxelas, entre 1950 e 1958.
Durante o ano de 1951, foi professor de teologia no CIBI (centro de formação para seminaristas em serviço militar).
Em 1953, obteve doutorado em teologia pela Universidade Católica de Lovaina, orientado por Lucien Cerfeaux, com uma tese sobre o livro do Apocalipse.

### Chegada ao Brasil
Motivado pelo apelo Papa Pio XII, que no documento Fidei Donum (O Dom da Fé), pedia missionários voluntários para regiões com falta de sacerdotes, como os países da África e da América Latina, onde seria importante conter o avanço do comunismo, solicitou seu envio para a América Latina. Foi encaminhado para Campinas, onde o bispo desejava sacerdotes doutores para contribuir na formação de seu clero. Chegou ao Brasil em 30 de junho de 1958.
Entre 1958 e 1962, foi professor no seminário diocesano e na Pontifícia Universidade Católica de Campinas. Além disso, foi convidado para ser assistente diocesano da Juventude Operária Católica (JOC).
Entre 1959 e 1962, também ensinou no Studium Theologicum dos Dominicanos em São Paulo, onde teve como alunos: Ivone Gebara, Frei Betto e Frei Tito.
Entre 1962 e 1965, foi professor na Faculdade de Teologia da Pontifícia Universidade Católica do Chile (Chile).
Entre 1965 e 1968, convidado por Dom Hélder Câmara, foi professor no Seminário regional do Nordeste em Camaragibe e professor no Instituto de Teologia do Recife.
Entre 1968 e 1972 foi professor de teologia no IPLA (Quito, Equador) e foi assessor de cujo bispo, Dom Leônidas Proaño da Diocese de Riobamba. Até 1985 passava duas quinzenas por ano em Riobamba e continuou frequentando a diocese até a morte de Dom Leônidas Proaño, em 1988.
Entre 1971 a 1988, foi professor de teologia pastoral na Faculdade de Teologia da Universidade Católica de Lovaina.

### Teologia da Enxada e exílio
A partir de 1969 esteve à frente da criação de seminários rurais em Pernambuco e na Paraíba.  A metodologia utilizada para os seminários era adaptada ao ambiente social dos seminaristas. Esta experiência lançou as bases para a Teologia da Enxada.
Suas ideias o colocaram sob suspeita do regime militar. Foi detido, ao desembarcar no aeroporto de volta de uma viagem à Europa e deportado em 24 de março de 1972. Exilou-se no Chile durante 8 anos, onde, em 1979, esteve à frente da criação de um Seminário Rural, em Alto de Las Cruces (Talca), que fomentava a formação ao sacerdócio de jovens do meio rural respeitando a sua cultura camponesa.
Em 1973, ocorreu o Golpe Militar no Chile, circunstância que forçou Comblin a se afastar do ensino para evitar chamar a atenção.
Em seu livro A Ideologia da Segurança Nacional, publicado em 1977, destrinchou a doutrina que servia de base para os regimes militares na América Latina.
Em 1980, foi expulso por Pinochet e conseguiu retornar ao Brasil, com visto de turista, circunstância que exigia renovação a cada 3 meses, o que o obrigou a sair do país a cada 3 meses durante 6 anos, para renovar o visto, até que em 1986 foi anistiado e recebeu novamente o visto permanente.

### Retorno ao Brasil
Após retornar ao Brasil, reuniu-se com adeptos da Teologia da Enxada e recebeu o apoio do Arcebispo de João Pessoa, Dom José Maria Pires, para, em 1981, fundar, em Avarzeado (Paraíba), um Seminário Rural, que, posteriormente, seria denominado como "Centro de Formação Missionária", que passou a funcionar em Serra Redonda (Paraíba), que tinha como objetivo formar sacerdotes e missionários populares para a evangelização da população rural, com uma metodologia adequada e levando em consideração a cultura camponesa.
Nesse contexto, passou a dedicar-se prioritariamente à formação de lideranças populares.
Em 1981, foi professor no Seminário Rural do Avarzeado (Pilões, PB), depois em Serra Redonda (PB), depois Centro de Formação Missionária. Sua atuação era inspirada no Padre Cícero e no Padre Ibiapina, dois grandes padres no cenário do nordeste brasileiro.
Em 1987, participou da fundação das Missionárias do Meio Popular, com o mesmo objetivo.
Neste ano surgiu também o Programa da Árvore, que era uma formação de Animadores de CEBs na Arquidiocese da Paraíba que contava com a sua orientação.
Em 1989, fundou o Instituto de Formação Pastoral em Juazeiro (Bahia) em 1989, que posteriormente abriu núcleos em Mogeiro (Paraíba) em 1994, e em Miracema do Tocantins em 1987.
A partir de 1995 passou a residir na Casa de Retiros São José, em Bayeux (PB), onde continuou a dar assessoria a diversas entidades de formação de lideranças populares no Nordeste, além da assessoria teológica para os mais diversos grupos eclesiais ou sociais no Brasil e na América Latina.
Também foi professor no curso de pós-graduação em missiologia da Pontifícia Universidade Católica de São Paulo.
Chamado de Padre José pelas pessoas com quem convivia, criou movimentos missionários leigos como o Missionários do Campo (1981). No Equador foi assessor de Dom Leonidas Proaño, bispo de Riobamba, um dos principais articuladores da opção preferencial pelos pobres, assumida pela igreja católica latino-americana nas conferências de Medellín e Puebla.
Teólogo de vasta experiência, lecionou no Equador, Chile e Brasil. Sua obra é vasta e polêmica, com um forte caráter profético. Comblin estava convencido de que a fé deveria ser refletida criticamente a partir da realidade dos pobres. Foi considerado um dos maiores expoentes da Teologia da Libertação vivendo no Brasil. Em 1995 passou a viver na Casa de Retiros São José, em Bayeux, no estado da Paraíba, onde atuou na formação de lideranças populares e assessoria teológica. Os dois últimos anos de vida foram vividos na Diocese de Barra, na Bahia.
Faleceu no dia 27 de março de 2011, no Recanto da Transfiguração, em Simões Filho, próximo a Salvador, para onde foi em tratamento de saúde, quando sofreu um ataque cardíaco. Foi sepultado no Santuário de Santa Fé do Padre Ibiapina, em Solânea, pertencente à diocese de Guarabira, no estado da Paraíba.

## Concepções teológicas

### Teologias do Desenvolvimento e da Revolução
Comblin foi um dos primeiros teóricos da "teologia do desenvolvimento", que parte da ideia que o desenvolvimento faz parte da vocação humana e é o motor da história. Em seus escritos, distingue duas concepções de desenvolvimento: "a técnica", que subordina o aspecto moral ao tecnológico, e a intelectual, que subordina o aspecto tecnológico a ao moral.
Posteriormente se dedicou ao estudo da "teologia da revolução" e da "prática revolucionária", coincidindo com o fervor utópico-revolucionário vivido na época, tanto no Terceiro Mundo quanto no Primeiro. Era uma época na qual a libertação se chamava revolução e a busca da liberdade gerava a práxis revolucionária. Comblin acreditava que o cristianismo, que não havia criado nenhuma revolução, podia recriá-las. O papel dos cristãos seria o de devolver a palavra e restituir a presença àqueles que nunca eram reconhecidos: os pobres, os sem nome, os marginalizados. O anúncio do Evangelho permitiria discernir nas revoluções do século XX as que contribuiriam para construir o Reino de Deus e as que colocavam obstáculos a essa construção.

### Teologia da Libertação
Comblin participou das primeiras reuniões de um grupo de teólogos latino-americanos que seriam os fundadores da teologia da libertação, como: Gustavo Gutiérrez, o jesuíta Juan Luis Segundo e Segundo Galilea. Comblin divide a história da teologia da libertação em cinco etapas:
1. A dos fundadores, entre 1966 e 1973, que contava com três grandes teólogos: Gustavo Gutiérrez, que destacava a força dos pobres nos processos de libertação, a opção pelos pobres como critério ético-evangélico e a luta do povo cristão pela libertação integral; Hugo Assmann, que parte da crítica ao capitalismo e construiu uma aproximação entre o marxismo e o cristianismo; e Juan Luis Segundo, que defendeu a libertação da teologia como passo prévio para uma Teologia da Libertação e contribuiu para que o cristianismo deixasse de ser um apoio à dominação para passar a ter um compromisso com a libertação;
2. A da expansão, entre 1973 a 1983, na qual surgiram muitos outros teólogos e na qual a Teologia da Libertação passou a ser uma ideologia de resistência;
3. O tempo das sínteses, entre 1983 e 1990, que também foi a época das advertências e condenações da Congregação para a Doutrina da Fé contra teólogos da libertação;
4. A das revisões críticas e dos esclarecimentos, entre 1990 e 1999;
5. A atual, na qual ocorreria uma revisão da construção de uma teologia a partir dos pobres; uma crítica ao modelo neoliberal e da ideologia que o sustenta; e um diálogo com o pensamento alternativo ao mundo ocidental (alternativa de sociedade, holismo, teologia da criação, crítica ao modelo científico-tecnológico de sociedade).

Comblin acreditava que a defesa dos direitos humanos não seria apenas algo a ser feito junto com a evangelização, mas seria a essência do evangelho e que a Igreja deveria criticar o modelo de desenvolvimento existente em sua época porque faria com que o povo se tornasse uma massa desintegrada e marginalizada social, política e economicamente.
Comblin era um crítico dos os humanismos "aristocráticos e elitistas", e, portanto, defendia um "humanismo ativo", que se preocupava primordialmente com aqueles que são vítimas da opressão: operários e camponeses explorados por um sistema econômico impiedoso. Comblin se preocupava com o clamor dos povos que se negavam a aceitar a dominação. Comblin destacava a importância da palavra, que desafia a força das armas; da liberdade, que se permite a conquista das liberdades concretas; da palavra combinada com a liberdade que gera a ação; de amar a vida, vivê-la intensamente e criar vida.
Comblin acreditava que a "opção pelos pobres" foi um grande avanço teológico, que tinha as seguintes premissas:
1. o ser humano enquanto corpo, exigiria a libertação de todos os corpos que sofrem;
2. o ser humano em convivência e interrelação com o mundo material por meio do trabalho, exigiria que o trabalho voltasse a ter características humanizadoras;
3. o ser humano no espaço e no tempo, considerado em conjunto, é uma humanidade multicultural e, frequentemente, em conflicto;
4. o ser humano na história, exige entender a história como espaço onde se busca a libertação humana;
5. o ser humano em comunhão com Deus e por meio da ação do Espírito Santo, se afirma como imagem de Deus.

Comblin acreditava que a Conferência de Medelín (1968) deu início a um modelo de Igreja libertadora na América Latina, mais centrada na evangelização e que tinha as seguintes características:
1. Colegialidade;
2. Valorização da liberdade, em uma época em que a América Latina era marcada pela presença de ditaduras militares e que, no âmbito eclesial, ocorreram sanções contra teólogos da libertação;
3. Opção pelos pobres, que colocava os marginalizados e excluídos em um lugar privilegiado na vida da Igreja e da evangelização, denunciava as estruturas geradoras de pobreza e opressão e promovia ações em defesa da transformação cultural, econômica, social e política;
4. Sofreu perseguições: foi acusada de comunismo e de promover a luta de classes pelos poderosos;
5. Ecumenismo o que permitiu uma aproximação com outras igrejas cristãs e com outros movimentos humanistas religiosos ou não, era um ecumenismo que o encontro em una práxis libertadora.[2]

### Crítica ao monoteísmo
Comblin foi um crítico do monoteísmo imposto na América Latina pelos colonizadores. Ele sustentava que o Deus de Israel era o Deus de todo o Universo e criador de toda a humanidade, porém, também se apresentava como o Deus do povo escolhido. O povo escolhido e Deus estabeleceram uma aliança guiada pelo seguinte princípio: "Eu serei teu povo e tu serás meu Deus". Com o advento do cristianismo, o Deus do universo deixou de ser o Deus peculiar. Fenômeno semelhante teria ocorrido com Jesus, que ao se converter em "Senhor de todos", deixou de estar atento aos problemas concretos de cada comunidade. Seria difícil, em um contexto no qual existem opressores e oprimidos, seria difícil estabelecer relaciones com um Deus que pretende ser o Deus de todos: "Um Deus que seja de todos é um Deus de ninguém, que não se ocupa de ninguém em particular."
Comblin também criticava o fato da imposição do monoteísmo estar ligado à repressão às religiões nativas da América Latina.

### Religião do futuro
Comblin acreditava que a religião do futuro:
1. Seria mais mística do que cultual;
2. Daria mais importância à palavra de Deus que ao culto, que passaria a ser a celebração da presença discreta e humilde de Deus no mundo e não a celebração de seu poder;
3. Estaria mais centrada na oração de escuta e de acolhida do que na de petição e adoração;
4. Daria menos importância aos objetos religiosos e teria como centro os sujeitos;
5. Valorizaria menos a literalidade dos dogmas e mais a vivência pessoal de fé (seguimento de Jesus);
6. Estaria integrada na natureza e em suas dinâmicas, ameaçada pela civilização técnico-cientifíca;
7. Fomentaria relações horizontais e diálogo entre pessoas iguais, o que resultaria no gradual desaparecimento da casta sacerdotal, que por séculos impediu a comunicação interpessoal simétrica entre os crentes;
8. Teria como eixo articulador pequenas comunidades com relações fraternas e solidárias (comunidades eclesiais de base).[2]

## Publicações
Comblin publicou cerca de 65 livros e mais de 300 artigos, principalmente em português, espanhol e francês.Sua obra abrange vários gêneros, teologias da paz, da cidade, da nação e do nacionalismo e da revolução.
Algumas de suas obras estão listadas abaixo:
- "Théologie de la Paix" (Paris, vol. I 1960; vol. II 1963);
- "La resurrección de Jesucristo" (Buenos Aires, 1962);
- "¿Ha fracasado la Acción Católica?" (Barcelona, 1963);
- "Hacia una teología de la acción" (Barcelona, 1964);
- "Os sinais dos tempos e a evangilização" (São Paulo, 1968);
- "Cristo en el Apocalipsis" (Barcelona, 1969);
- "Cristianismo y desarrollo" (Quito, 1970);
- "Mitos e Realidades da Secularização" (São Paulo, 1970);
- Théologie de la Révolution. Paris, Universitaires, 1970.
- "Teología de la ciudad" (Navarra, 1972);
- "La fe según el evangelio" (Buenos Aires, 1973);
- "Teología de la revolución" (Bilbao, 1973);
- "Jesús de Nazaret", (Sal Terrae, Santander, 1974);
- "Teología de la misión" (Buenos Aires, 1974) - "Teologia da missão" (Petrópolis, 1980);
- Le Pouvoir Militaire en Amérique Latine. L’Idéologie de la Securité National. Paris, Éditions Jean Pierre Delarge, 1977.
- "La oración de Jesús" (Sal Terrae, Santander, 1977);
- "Jesús de Nazaret" (Sal Terrae, Santander, 1977);
- "El enviado del Padre: Jesús y el creyente en en el evangelio de Juan" (Sal Terrae, Santander, 1977);
- "Teología de la práctica revolucionaria" (Desclée de Brouwer, Bilbao, 1979);
- "La libertad cristiana" (Sal Terrae, Santander, 1979);
- "El poder mili-tar en América Latina. La ideología de la Seguridad Nacional" (Sal Terrae, Salamanca, 1978);
- "O clamor dos oprimidos. O clamor de Jesus" (Petrópolis, 1984) - * "El clamor de los oprimidos. El clamor de Jesús" (Santiago de Chile, 1986);
- "O Espírito Santo e sua missão" (Breve curso de teologia) (São Paulo, 1984);
- "Teologia da Libertação, Teologia neoconservadora e Teologia liberal" (Petrópolis, 1985);
- "Antropología cristiana" (Paulinas, Madri, 1985) - "Antropologia Cristã". trad. port., Petrópolis, Editora Vozes, 1990.;
- Teologia da Reconciliação. Ideologia ou Reforço da Libertação. trad. port., Petrópolis, Editora Vozes, 1986.
- A Força da Palavra. trad. port., Petrópolis, Editora Vozes, 1986.
- "Tiempo de acción. Ensayo sobre el Espíritu en la historia" (Lima, 1986);
- "El Espíritu Santo y la Liberación" (Paulinas, Madrid, 1987);
- "Reconciliación y liberación" (Santiago, 1987);
- "Teologia da Reconciliação: Ideologia ou Realidade" (Petrópolis, 1987);
- "Atos dos Apóstolos, vol. 2 (Comentário bíblico)" (1989);
- "Segunda Epístola aos Coríntios (Comentário bíblico)" (1991);
- "Realidad y desafios para los cristianos hoy" (Córdoba, 1993);
- "La Iglesia latinoamericana desde Puebla hasta Santo Domingo, em "Cambio social y pensamiento cristiano en América Latina" (Madri, 1993), pp. 29-56;
- "Paulo: Trabajo y Misión" (Sal Terrae, Santander, 1994);
- "Pablo, Apóstol de Jesucristo" (San Pablo, Madrid 1995);
- "Cristianos rumbo al siglo XXI. Nuevo camino de liberación" (San Pablo, Madrid, 1996);
- Viver na cidade - Pistas para a pastoral urbana. São Paulo: Editora Paulus, 1997. ISBN 8534906408.
- Curso básico para animadores de comunidades de base. São Paulo: Editora Paulus, 1997. ISBN 8534904421
- Cristãos rumo ao século XXI - Nova caminhada de libertação. São Paulo: Editora Paulus, 1997. ISBN 8534905347
- "Epistola aos Efésios (Comentário bíblico)" (1997);
- A nuvem do não-saber. São Paulo: Editora Paulus, 1998. ISBN 8534912416.
- Vocação para liberdade. São Paulo: Editora Paulus, 1998.
- "Vocación para la libertad" (San Pablo, Madrid, 1999);
- "O neoliberalismo, ideologia dominante na virada do século" (Petrópolis, 2000);
- "O povo de Deus" (Petrópolis, 2000);
- "Tiempo de acción" (San Pablo, Madrid, 2000)[2];
- "Um novo amanecer?" (Petrópolis, 2002);
- "Los obispos de Medellín, Santos Padres de América Latina", "Diez palabras clave sobre la Iglesia en América Latina" (Pablo Richard (org.)), (Estella, Navarra, 2003), pp. 41–77;
- O Caminho - Ensaio sobre o seguimento de Jesus. São Paulo: Editora Paulus, 2004. ISBN 8534922527.
- Quais os desafios dos temas teológicos atuais?. São Paulo: Editora Paulus, 2005. ISBN 8534923817.
- O que é a verdade?, São Paulo: Editora Paulus, 2005. ISBN 8534922993.
- Vaticano II - 40 anos depois, em co-autoria com J. B. Libanio; José Comblin; José Oscar Beozzo; A. Lorscheider; J. M. Vigil. São Paulo: Editora Paulus, 2005. ISBN 8534923671.
- A vida - Em busca da liberdade. São Paulo: Editora Paulus, 2007. ISBN 9788534927 Erro de parâmetro em {{ISBN}}: soma de verificação.
- A profecia na Igreja. São Paulo: Editora Paulus, 2008. ISBN 9788534929899.

## Prêmios
- Doutor Honoris Causa da Universidade Federal da Paraíba, em 2001, por seu trabalho no campo da educação popular, desenvolvendo uma metodologia própria, por seus trabalhos pastorais em prol das massas oprimidas na América Latina, por sua vastíssima obra publicada e por seu trabalho como educador e humanista junto à UFPB.